# Новобезгинское сельское поселение
Новобезги́нское се́льское поселе́ние — упразднённое муниципальное образование в Новооскольском районе Белгородской области.
Административный центр — село Новая Безгинка.
19 апреля 2018 года упразднено при преобразовании Новооскольского района в Новооскольский городской округ.

## История
Новобезгинское сельское поселение образовано 20 декабря 2004 года в соответствии с Законом Белгородской области № 159.

## Население
| 2010 | 2011 | 2012 | 2013 | 2014 | 2015 | 2016 |
| ---- | ---- | ---- | ---- | ---- | ---- | ---- |
| 907  | ↘903 | ↘885 | ↘884 | ↗904 | ↘892 | ↘890 |
| 2017 | 2018 |      |      |      |      |      |
| ↘864 | ↘847 |      |      |      |      |      |

## Состав сельского поселения
| № | Населённый пункт | Тип населённого пункта       | Население |
| - | ---------------- | ---------------------------- | --------- |
| 1 | Весёлый          | хутор                        | ↘9        |
| 2 | Костёвка         | хутор                        | ↘87       |
| 3 | Надежный         | хутор                        | ↗18       |
| 4 | Никольское       | село                         | ↘185      |
| 5 | Новая Безгинка   | село, административный центр | ↘539      |
| 6 | Сабельный        | хутор                        | ↘69       |